# 広徳 (段素英)
広徳（こうとく。中: 廣德）は、現在の中国の雲南地方を領域としていた大理国の段素英の時代に使用された可能性のある元号。年代不詳。